# L'Information permanente
L'Information permanente est une station de radio d'information en continu de la Propaganda-Abteilung Frankreich diffusée à Paris en France occupée du 1er février au 1er août 1944.

## Histoire
La Propaganda-Abteilung Frankreich fait réparer l'émetteur saboté de Radio Tour Eiffel et le remet en service le 1er février 1944 pour y diffuser une nouvelle radio de propagande depuis la Tour Eiffel sur la longueur d'onde de 206 m en ondes moyennes, l'Information permanente, dont la rédaction dépend de Radio-Paris. Il s'agit de la première radio d'information en continu en France.
Dès les débuts de la station, le groupe FFI Dauvergne, avec à sa tête Jacques Magne, dit « Dauberoche », est chargé d'infiltrer l'Information permanente afin de passer à l'antenne des messages codés à travers des nouvelles de faits divers anodins, entièrement inventés. L'Information permanente cesse d'émettre le 1er août 1944.
Le groupe Dauvergne noue des contacts avec quelques employés de Radio-Paris acquis à la Résistance et obtient des armes de la mairie du 9e arrondissement, ainsi que l'appui d'une trentaine de FFI pour occuper Radio-Paris et l'Information permanente. Le 21 août, le colonel Lizé envoie un commando formé de FFI du 9e arrondissement, de policiers du mouvement « Résistance Police » et d'employés de la station prendre possession des locaux de Radio-Paris. Jacques Magne et ses hommes empruntent une camionnette du Secours national et arrivent sur place vers 18 h. Dans les locaux de l'Information permanente, ils capturent quatre hommes, Piche, journaliste, Ancelot, rédacteur en chef, Maldague, traducteur, et Maupas, reporter, qu'ils remettent à la police.

## Organisation

### Dirigeants
Directeur :
- Dr Alfred Bofinger : 01/02/1944 - 01/08/1944

Rédacteur en chef :
- M. Ancelot : 01/02/1944 - 01/08/1944

### Siège
Les studios de l'Information permanente sont situés à côté des locaux de la version allemande de Radio-Paris, au 114 avenue des Champs-Élysées dans le 8e arrondissement.

## Programmes
L'information, rédigée par la Propaganda-Abteilung Frankreich, est diffusée en boucle sur l'Information permanente en plusieurs sessions quotidiennes de 5 h à 13 h 30, de 15 h à 15 h 30, de 18 h à 18 h 30 et de 22 h à 2 h (sauf le dimanche) avec un bulletin d'information toutes les quinze minutes et est entrecoupée de chroniques diverses.

## Diffusion
L'Information permanente utilise l'émetteur en ondes moyennes réquisitionné de l'ancien poste d'avant-guerre Radio Tour Eiffel qui, après réparation, la diffuse sur la longueur d'onde de 206 mètres à une puissance de 80 kW jusqu'au 1er août 1944. Cette longueur d'onde est récupérée le 26 août 1944 pour y diffuser la « Radiodiffusion de la Nation française ».